# Carlos Ramírez (cantante)
Carlos Fernando Ramírez Centeno (El Agustino, 17 de enero de 1957-San Juan de Lurigancho, 25 de agosto de 2019) fue un cantante y músico peruano, fundador y vocalista de la banda musical Carlos Ramírez y el Grupo Centeno, logrando consolidarse a lo largo de su trayectoria artística en la cumbia peruana y chicha.

## Biografía

### Primeros años
Nació el 17 de enero de 1957 en El Agustino, distrito de la provincia de Lima, bajo el nombre completo de Carlos Fernando Ramírez Centeno. Al año de nacido, se muda a San Juan de Lurigancho, lugar donde realizó sus primeros años de vida.

### Trayectoria
Ramírez comenzó su carrera artística en el año 1966 como personalidad de televisión, participando en el programa Cachirulo y sus cuatronautas. Seguidamente, participó en un segmento del programa televisivo del Tío Johnny, realizando una imitación al cantante español Raphael. En el año 1972, formó parte del elenco principal del programa infantil El mundo de los niños de América Televisión al cumplir los 15 años, permaneciendo por poco tiempo en el dicho espacio debido a los problemas económicos que atravesaba.
A partir de mediados de los 1970s, inicia su etapa musical, formando parte de diferentes grupos musicales de la cumbia peruana. Ramírez se convirtió en uno de los vocalistas de la banda de música chicha Los Ilusionautas, liderada por el músico y compositor Walter León, donde interpretaría las canciones «Perdóname», «Vanidad» y el éxito musical «Colegiala», permaneciendo por dos años consecutivos. En el año 1977, fue parte de la banda musical Grupo América, interpretando las canciones «Linda muchachita» e «Irma».
En el año 1980, Ramírez ingresa a la agrupación Grupo Maravilla, en el cual ha grabado el disco Tu corazón es mío. Tras retirarse del conjunto, emprendió una faceta solista, formando la agrupación musical Carlos Ramírez y el Grupo Centeno, utilizando su segundo apellido, en el cual se ha desempeñado como fundador, director y vocalista principal hasta el año de su muerte.
Como solista, Ramírez lanza el tema musical «Serrana mía», convirtiéndose más tarde en su nuevo éxito y símbolo de su carrera artística, incluyendo los siguientes sencillos «Carmen Rosa», «El renegado», «Ya no estás conmigo», «Fe y paciencia», «Hechicera» y «Gracias». Seguidamente, recibió la propuesta del músico José Carballo para participar en un proyecto musical con el Grupo Mermelada. Posteriormente, se suma a la banda de cumbia peruana Los Destellos, gracias a la intervención de Enrique Delgado Montes, acreditándose como invitado especial. Con Los Destellos, lanzó la canción «Quinceañera», el disco de estudio Carita bonita y la versión de «Eres mentirosa».
En el año 1989, trabajó para el Grupo Guinda en la elaboración del tema musical «Corazoncito» junto a los Hermanos Morales. Durante los años 1990 y 2000, se ha presentado en diferentes conciertos populares de la capital peruana Lima.
Ramírez murió la madrugada del 25 de agosto de 2019 en su domicilio en el distrito de San Juan de Lurigancho a la edad de 62 años, producto de la diabetes que lo aquejaba en los últimos años. La noticia de su fallecimiento fue confirmada por Walter Dolorier, mánager del artista. Algunos artistas de su género como el cantante Tommy Portugal y la banda de cumbia peruana Grupo 5, mostraron las condolencias a la familia Ramírez Centeno. El entonces alcalde de San Juan de Lurigancho, Álex Gonzáles, también mostró las condolencias y en su honor uno de los parques de la zona sería cambiado de nombre al del cantante. Sus restos fueron cremados en el Camposanto Mafpre de Huachipa.
En el año 2023, fue condecorado con un reconocimiento póstumo por parte de la congresista Susel Paredes, gracias a su amplia trayectoria artística.[cita requerida]
Uno de sus hijos, Fito Ramírez, es en la actualidad cantante de cumbia y líder de la banda musical Fito Ramírez & Orquesta.[cita requerida]

## Discografía

### Álbumes de estudio
- Si... mala mujer (Caravana Records)
- Dulce cariñito (Caravana Records)
- Cariño / Gracias (Caravana Records)
- Carlos Ramírez y el Grupo Centeno – Con clase internacional (Caravana Records)
- Serrana mía / No sé por qué (Rocío)
- Qué rico vacilón (Caravana Records)
- Renegado / A mamá (Caravana Records)
- Deja de sufrir (Infopesa, 1985)
- Carlos Ramírez y el Grupo Centeno – La noche de septiembre / Fe y paciencia (Infopesa, 1985)
- Carlos Ramírez y el Grupo Centeno: La voz de América (Rosita Producciones)
- Carlos Ramírez y el Grupo Centeno (Producciones Musicales Taurus)

### LP de estudio
- 2020: No sé por qué
- 2020: Serrana mía